# هاس ۳۸۵۳
سیارک ۳۸۵۳ (به انگلیسی: 3853 Haas، نامگذاری:1981WG1) سه هزار و هشتصد و پنجاه و سومین سیارک کشف شده‌است که در ۲۴ نوامبر ۱۹۸۱ کشف شد.
قدر مطلق سیارک برابر ۱۲٫۷۰ است.